# Tornsnäcka
Tornsnäcka (Turritella communis) är en snäckart som beskrevs av Risso 1826. Tornsnäcka ingår i släktet Turritella och familjen tornsnäckor. Arten är reproducerande i Sverige. Inga underarter finns listade i Catalogue of Life.

## Bildgalleri

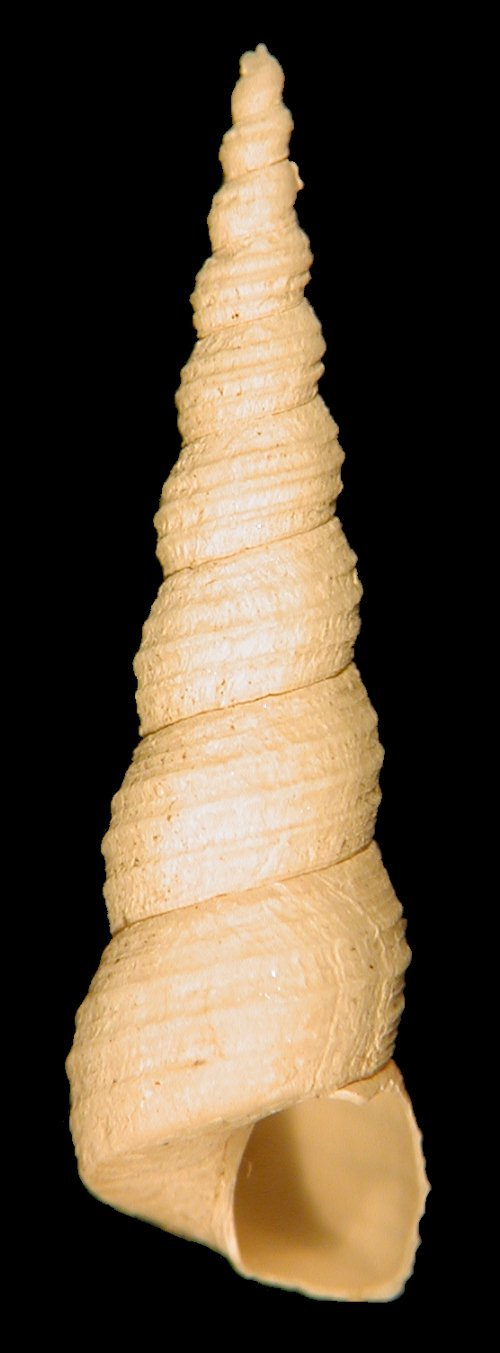
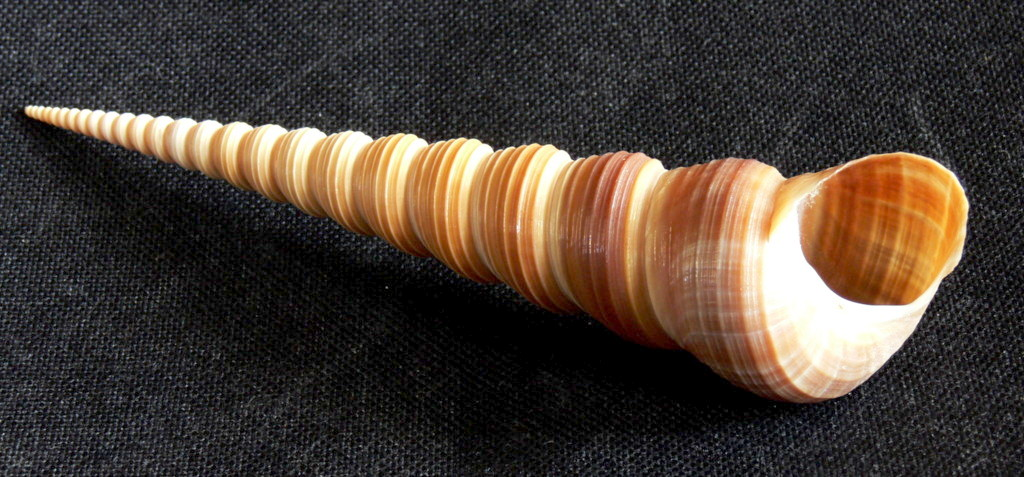